# 于欽 (元朝)
于欽（1283年或1284年—1333年），字思容，山东益都人，元朝地理学家，曾任御史臺都事、兵部侍郎、國子助教等。著有《齐乘》。

## 生平及成就
他早年研究史籍，许多领域无不涉猎，任宜都田赋总管时，他常感叹县志的粗略简陋。,他认为“生长于齐,齐之分野、城邑、地土之宜、人物之秀,此疆彼界,不可不察而记”，各地地方志以南方为主，便写下《齐乘》一书，这是专门记叙三齐的一部著作，分沿革、分野、山川、郡邑、古迹、亭馆、风土、人物八章内容， 这是山东省现存最早的地方志,是全国名志之一,被赢得许多赞誉。

## 任职经历
于钦从官期间得到人民拥戴。延祐六年(即1319年)山东闹饥荒,朝廷派于钦去赈济饥民,他力劝灾区的富家以廉价销售食物在民间,因此饥民赖此为生。于钦还亲自走访民间慰问并为一些卖儿卖女的人赎回儿女，但得到上司责难,同僚诽谤,说是“违例邀誉” ,但于钦并不在意。